# Lidija Korneevna Čukovskaja
Lidija Korneevna Čukovskaja (in russo Лидия Корнеевна Чуковская; Helsinki, 24 marzo 1907 – Mosca, 7 febbraio 1996) è stata una scrittrice e poetessa russa.

## Biografia
Figlia dello scrittore e storico della letteratura Kornej Ivanovič Čukovskij, Lidija Korneevna Čukovskaja nacque nel 1907 ad Helsinki, in Finlandia, allora Granducato autonomo dell'Impero russo, ma visse poi a Leningrado ove lavorò presso una casa editrice per l'infanzia. Nell'agosto del 1937, durante le grandi purghe staliniane, soffrì la dura esperienza dell'arresto del suo secondo marito, il giovane fisico Matvej Petrovič Bronštejn (1906-1938), condannato a dieci anni di reclusione "senza diritto di corrispondenza". Informata della sentenza, Lidija Korneevna riuscì, fuggendo a Mosca, ad evitare la deportazione che spesso colpiva anche le mogli dei condannati. Tornata a Leningrado cercò in ogni modo di ottenere informazioni sulla sorte di Matvej.
In questo periodo, alla fine del 1938, conobbe la poetessa Anna Achmatova che, come Lidija, viveva un'analoga esperienza dolorosa: il figlio, Lev Gumilëv, era stato arrestato e Anna cercava, recandosi al carcere, dopo file estenuanti insieme con tante altre donne, di avere qualche sua notizia. La comunanza del dolore rese le due donne intime e confidenti.
L'angoscia dei tentativi infruttuosi di avere notizie del marito, la sensazione crescente, sia pure priva di conferme, che Matvej fosse stato già giustiziato, il dolore della sua amica Anna, si riversarono nel racconto Sof'ja Petrovna che Lidija Korneevna, con notevole coraggio e obbedendo ad una esigenza interiore incoercibile, riuscì a scrivere in brevissimo tempo: dal novembre 1939 al febbraio del 1940. Incoraggiata dalla stessa Achmatova, alla quale lo lesse, decise di affidare il manoscritto ad amici sicuri perché lo custodissero celato. Uno scritto del genere, rara testimonianza dei sentimenti e della vita quotidiana della società sovietica nei duri anni dell'ežovščina, se scoperto dalla polizia politica della NKVD, avrebbe portato alla morte.
Solo nel 1957, quando Matvej Petrovič fu riabilitato, Lidija Korneevna ebbe la conferma ufficiale dell'esecuzione del marito: era stato “processato”, condannato e fucilato nello stesso giorno, il 18 febbraio 1938. Dopo un primo tentativo infruttuoso di pubblicazione nel 1962 all'epoca della destalinizzazione di Chruščёv, Sof'ja Petrovna poté essere legalmente letto in Unione Sovietica solo nel febbraio 1988, con l'avvento di Gorbačëv, sul periodico leningradese Neva.
Un altro incontro particolarmente significativo per la Čukovskaja, dopo quello con Anna Achmatova, è descritto nella sua opera Prima della morte: ritratto di Marina Cvetaeva, ove Lidija ricorda con affetto i suoi colloqui, avvenuti nel 1941, con la poetessa e scrittrice russa Cvetaeva. Anche Marina era stata duramente colpita negli affetti dalle purghe staliniane: erano scomparsi in quel periodo il marito, ex ufficiale dell'Armata Bianca, e il figlio. L'affetto e le parole di Lidija non riuscirono ad evitare, dopo poco, in quello stesso anno, il suicidio di Marina. Lidija Korneevna morì, a ottantotto anni, nel 1996 a Peredelkino, un villaggio di dacie, a sud-ovest di Mosca, residenza di molti noti scrittori sovietici.

## Opere
Disponibili in lingua italiana:
- La casa deserta (Opustelyj dom, 1965), a cura di Giovanni Bensi, Milano, Jaca Book, 1977.
- Indietro nell'acqua scura (Spusk pod vodu, 1972), trad. Sergio Rapetti, Firenze, Vallecchi, 1979.
- Il processo: memoria sul costume letterario (Process iskljucenija, 1979), trad. Carla Degli Ippoliti, Milano, Jaca Book, 1982.
- Incontri con Anna Achmatova: 1938-1941 (Zapiski ob Anne Achmatovoj, 1980), trad. Giovanna Moracci, Milano, Adelphi, 1990. ISBN 88-459-0787-2
- Prima della morte: ritratto di Marina Cvetaeva (Predsmertie, 1991), a cura di Luciana Montagnani, Milano, Rosellina Archinto Editore, 1992. ISBN 88-7768-078-4
- Sof'ja Petrovna (1988), a cura di Antonella Cristiani, Napoli, Alfredo Guida Editore, 1999. ISBN 88-7188-179-6

Non disponibili in italiano:
- V laboratorii redaktora [Nel laboratorio del redattore], Mosca, Iskusstvo, 1963.
- Process isključenija [Il processo di esclusione], Mosca, IMA Press, 1990.
- Otkrytoe slovo [Una parola aperta], Mosca, IMA Press, 1991.